# Divanhana (glazbeni sastav)

## Povijest

### Početak sastava
Sastav je početkom 2009. godine osnovala grupa mladih studenata Muzičke akademije u Sarajevu. Debitantski album Dert snimaju u veljači 2011. godine u studiju Fattoria Musica u Njemačkoj, u suradnji s izvođačem tradicionalne glazbe Vanjom Muhovićem. Album je producirao Walter Quintus, jedan od najpriznatijih europskih world music producenata. Prvijenac je u svibnju 2011. godine, kada je objavljen, ponudio i neke skladbe koje nikada ranije nisu bile snimane ni prezentirane javnosti, što je bio rezultat dvogodišnjeg etnomuzikološkog istraživanja.